# HD 199611
HD 199611，又名BD+50 3233，SAO 33004、HR 8025，是一颗恒星，视星等为5.81，位于銀經90.1，銀緯3.49，其B1900.0坐标为赤經20h 53m 15s，赤緯+50° 3.49′ 40″。